# 강명화 (영화)
《강명화》는 한국에서 제작된 강대진 감독의 1967년 영화이다. 윤정희 등이 주연으로 출연하였고 홍성칠 등이 제작에 참여하였다.

## 출연

### 주연
- 윤정희
- 강신성일

## 기타
- 원작자: 조흔파
- 조명: 오인환
- 미술: 홍성칠